# Nationale Pädagogische Universität M. P. Drahomanow
Die Ukrainische Staatliche Drahomanow-Universität (ukrainisch Украї́нський держа́вний університе́т  ́імені Михайла Драгоманова (до серпня 2022 Націона́льний педагогі́чний університе́т ім. М. П. Драгома́нова)) ist eine höhere Bildungseinrichtung der Akkreditierungsstufe IV (Universität) in der ukrainischen Hauptstadt Kiew.
Die nach dem ukrainischen Historiker und politischen Denker Mychajlo Drahomanow benannte Hochschule wurde am 21. November (4. Dezember nach dem neuen Stil) 1834 als Pädagogisches Institut der St. Wladimir-Universität gegründet. 1997 erhielt sie den Status einer Nationalen Universität.
Gemäß dem Beschluss des Ministerkabinetts der Ukraine Nr. 758-p vom 27. August 2022 wurden die Ukrainische Staatliche Drahomanow-Universität gegründet und die Nationale Pädagogische Drahomanow-Universität durch den Beitritt zur neu gegründeten Institution neu organisiert.
Rektor ist seit 2003 der Philosophie-Professor und Mitglied der ukrainischen Akademie der Wissenschaften Wiktor Andruschtschenko.
Die Universität besteht aus 12 Fakultäten, an denen insgesamt 36.000 Studenten studieren und 1500 Dozenten tätig sind. Von diesen tragen mehr als 250 den Doktor- oder Professorentitel.

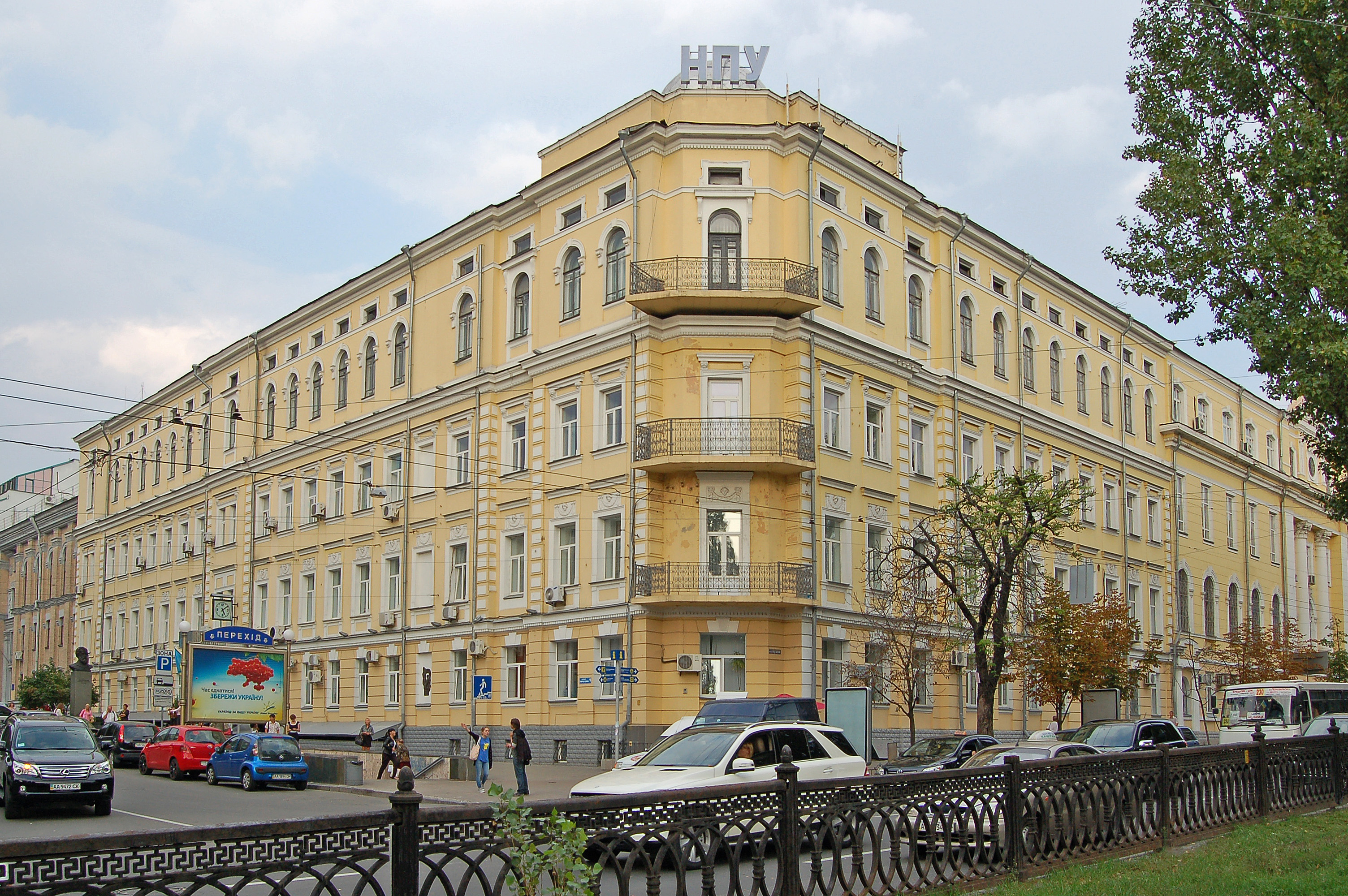
Hauptgebäude der Universität auf dem Taras-Schewtschenko-Boulevard Nr. 22–24 in Kiew